# Unión de Rugby Austral
La Unión de Rugby Austral (URA) es una unión deportiva regional de rugby que tiene su jurisdicción en las provincias de Chubut y Santa Cruz, siendo su objetivo el de promover, organizar y dirigir la práctica del rugby en la región de la Cuenca del Golfo San Jorge. Está afiliada a la Unión Argentina de Rugby, siendo una de las 25 uniones miembros que la componen.

## Historia
La URA fue fundada el 29 de mayo de 1965 en la ciudad de Comodoro Rivadavia por los clubes Calafate RC, Club Social Ingeniero Luis A. Huergo, Club Los Cóndores y Club Universitarios, formándose la primera comisión directiva bajo la presidencia del Ingeniero Artemio J. Chiesa.
La URA obtuvo la afiliación a la Unión Argentina de Rugby en 1969, participando de competiciones nacionales oficiales en 1970. 
En 1995 fue la sede del último Campeonato Argentino de Mayores en el formato de definición que reunía a las cuatro mejores selecciones provinciales. En esa edición, participaron Tucumán, Córdoba, Rosario y Buenos Aires.
El 4 de marzo de 2017, Argentina XV disputó la última fecha del Americas Rugby Championship 2017 ante el seleccionado de Estados Unidos en Comodoro Rivadavia, lo cual fue el primer partido de un seleccionado argentino en la ciudad. No fue la primera vez que un seleccionado argentino visitó Chubut, con Los Pumas recibiendo a Gales en 2006. Sin embargo, este encuentro se disputó en Puerto Madryn (una ciudad bajo la influencia de la Unión de Rugby del Valle de Chubut) por lo que 2017 significó la primera visita de un seleccionado argentino a la ciudad que es el epicentro de la Union Austral.

## Autoridades
| Comisión Directiva de la Unión de Rugby Austral 2019 - 2021 | Comisión Directiva de la Unión de Rugby Austral 2019 - 2021 | Comisión Directiva de la Unión de Rugby Austral 2019 - 2021 |
| Cargo                                                       | Nombre                                                      | Club                                                        |
| ----------------------------------------------------------- | ----------------------------------------------------------- | ----------------------------------------------------------- |
| Presidente                                                  | Daniel Albarracin                                           | Comodoro R.C.                                               |
| Vicepresidente                                              | Marcelino Moron                                             | Calafate R.C.                                               |
| Secretario                                                  | Claudio Legorburu                                           | Comodoro R.C.                                               |
| Tesorero                                                    | Guillermo Villavicencio                                     | Calafate R.C.                                               |
| Vocales Titulares                                           | Diego Fueyo                                                 | Deportivo Portugués                                         |
| Vocales Titulares                                           | José Luis Gómez                                             | Chenque R.C.                                                |
| Vocales Titulares                                           | Horacio Serra                                               | San Jorge R.H.C.                                            |
| Vocales Titulares                                           | Daniel Doria                                                | Deportivo Portgués                                          |
| Vocales Titulares                                           | Jorge Ruiz                                                  | Calafate R.C.                                               |
| Vocales Titulares                                           | Pablo Herrera                                               | Chenque R.C.                                                |
| Vocales Suplentes                                           | Raúl Cifuentes                                              | Comodoro R.C.                                               |
| Vocales Suplentes                                           | Cristian Peña                                               | San Jorge R.H.C.                                            |
| Revisores de Cuentas                                        | Fausto Paillahuala                                          | Deportivo Portugués                                         |
| Revisores de Cuentas                                        | Oscar Catrileff                                             | Comodoro R.C.                                               |
| Revisor de Cuenta Suplente                                  | Cristian Nieva                                              | Calafate R.C.                                               |

## Clubes miembros
Actualmente abarca 4 equipos de la ciudad de Comodoro Rivadavia, uno de Caleta Olivia, y además se cuenta con nueve clubes invitados en desarrollo de distintas localidades cercanas geográficamente.

### Clubes afiliados
| Club                     | Localidad          | Provincia               | Fundación |
| ------------------------ | ------------------ | ----------------------- | --------- |
| Calafate Rugby Club      | Comodoro Rivadavia | Provincia del Chubut    | 1965      |
| Chenque Rugby Club       | Comodoro Rivadavia | Provincia del Chubut    | 1971      |
| Comodoro Rugby Club      | Comodoro Rivadavia | Provincia del Chubut    | 1994      |
| Club Deportivo Portugués | Comodoro Rivadavia | Provincia del Chubut    | 1962      |
| San Jorge Rugby Club     | Caleta Olivia      | Provincia de Santa Cruz | 1988      |

### Clubes invitados
| Club                   | Localidad          | Provincia                       | Fundación |
| ---------------------- | ------------------ | ------------------------------- | --------- |
| Kosten Aike Rugby Club | Las Heras          | Provincia de Santa Cruz         | 2016      |
| Las Heras Rugby Club   | Las Heras          | Provincia de Santa Cruz         | 2009      |
| Mara Rugby Club        | Comodoro Rivadavia | Provincia del Chubut            | 2016      |
| Penachos Rugby Club    | Puerto Deseado     | Provincia de Santa Cruz         |           |
| Quelequen Rugby Club   | Coyhaique          | Provincia de Coyhaique ( Chile) | 2000      |
| Rucaylin Rugby Club    | Las Heras          | Provincia de Santa Cruz         |           |
| Sarmiento Rugby Club   | Sarmiento          | Provincia del Chubut            |           |
| Truncado Rugby Club    | Pico Truncado      | Provincia de Santa Cruz         |           |
| Zorros Rugby Club      | Caleta Olivia      | Provincia de Santa Cruz         | 2018      |

### Otros clubes
Clubes que previamente formaron parte de la unión:
| Club                                 | Localidad          | Provincia               | Fundación |
| ------------------------------------ | ------------------ | ----------------------- | --------- |
| Cabo Blanco Pesca y Rugby Club       | Cabo Blanco        | Provincia de Santa Cruz | 2013      |
| Club Deportivo Deseado Juniors       | Puerto Deseado     | Provincia de Santa Cruz | 1928      |
| Club Deportivo Sarmiento             | Sarmiento          | Provincia del Chubut    | 1929      |
| Club Social Ingeniero Luis A. Huergo | Comodoro Rivadavia | Provincia del Chubut    | 1915      |
| Hol-Gok Rugby Club                   | Perito Moreno      | Provincia de Santa Cruz | 2010      |
| Lagartos Rugby Hockey Club           | Pico Truncado      | Provincia de Santa Cruz | 1988      |
| Las Cebras Rugby Club                | Rada Tilly         | Provincia del Chubut    |           |
| Quebracho Rugby Club                 | Pico Truncado      | Provincia de Santa Cruz | 2001      |

## Torneos
La Unión de Rugby Austral cuenta con el Torneo Oficial de la URA, competencia que reúne a los clubes de la unión, tanto en sus ramas femenina como masculina. Los clubes además compiten en el Torneo Austral de Rugby junto a clubes de la Unión de Rugby del Valle de Chubut.
Los mejores equipos de la unión clasifican al Torneo Regional Patagónico, torneo que reúne a los mejores clubes provenientes de las uniones del Alto Valle, Austral, Lagos del Sur y Valle del Chubut. Este torneo es a la vez clasificatorio para el Torneo del Interior y, por ende, al Torneo Nacional de Clubes, torneo de clubes más importante de la Unión Argentina de Rugby.

## Selección
La URA cuenta con un seleccionado que la representa en torneos regionales y nacionales organizados por la Unión Argentina de Rugby en sus distintas modalidades (masculina, femenina, juvenil, seven, etc.), siendo conocidos como "Los Pingüinos". Forman parte de la Región Patagónica junto a las uniones de Alto Valle, Valle del Chubut, Lagos del Sur, Santa Cruz y Tierra del Fuego. 
Los Pingüinos participaron por primera vez de un torneo nacional en el Campeonato Argentino de Rugby 1970, un año después de su afiliación a la UAR. En la edición 2016 del mismo, fue campeón del Super-9 (o Zona Estímulo) logrando el ascenso a la Zona Ascenso.

### Palmarés
- Súper 9 (1): 2016
- Súper 9 Juvenil (1): 2016
- Torneo Regional Patagónico Femenino (1): 2019 (Sur[31])
- Torneo Regional Patagónico Femenino Juvenil (2): 2019 (Sur[32]), 2021

### Otros logros
- Seven de la República Femenino
  - Copa de Bronce (1): 2021
- Seven de la República Femenino Juvenil
  - Subcampeón (1): 2019